# USロボティクス
USロボティクス（USRobotics、USR）は、コンピュータ用モデムおよびネットワーク関連機器の製造企業であり、1976年、イリノイ州シカゴで設立された。

## 歴史

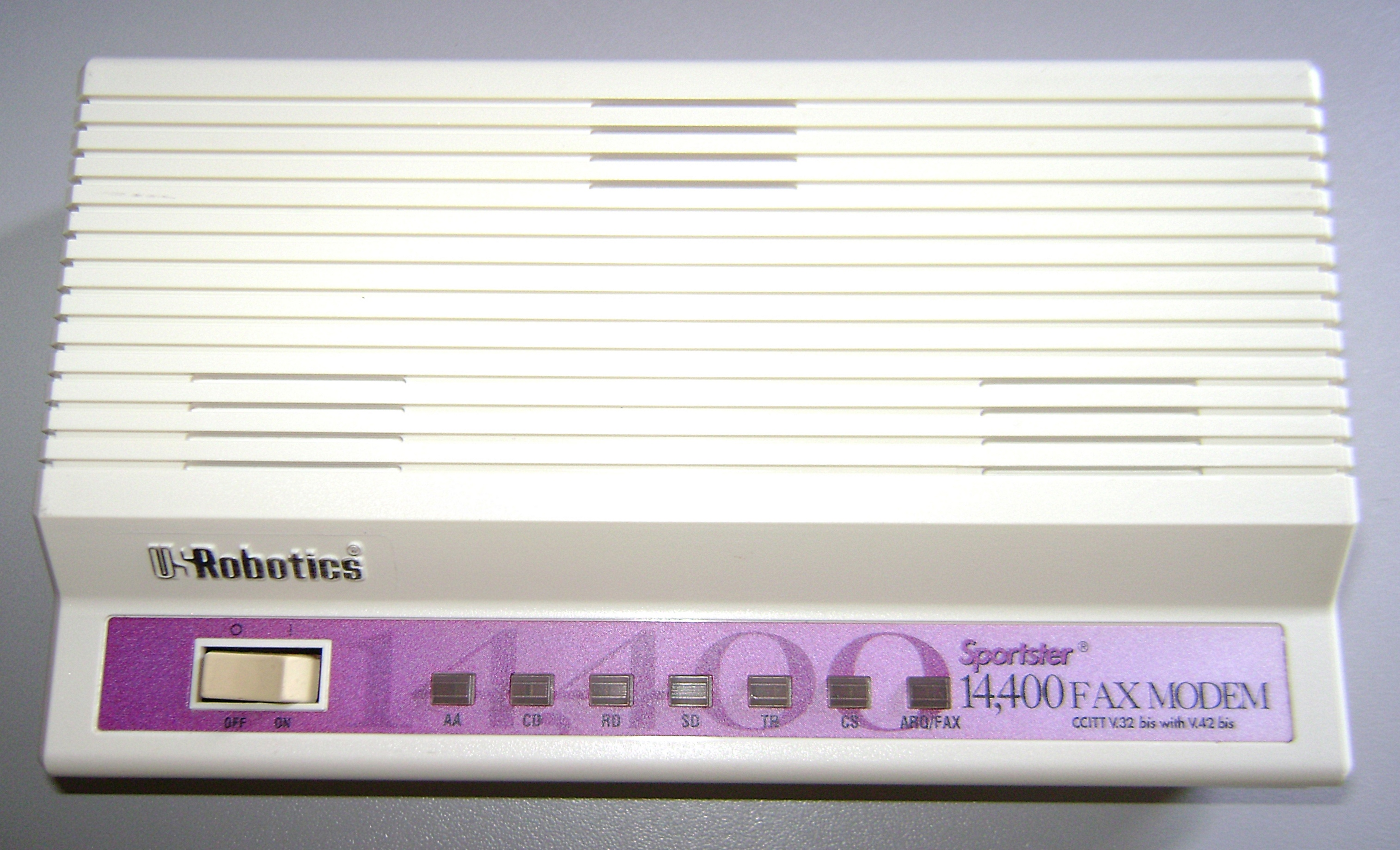
14.4kファクスモデム（1994年）

USRはパーソナルコンピュータ用高速ダイアルアップモデムをいち早く提供した企業であった。V.32 などの高速通信の標準プロトコルが開発される前の1986年、USR はHST（High-Speed Transfer; 高速転送）プロトコルを独自に開発し、9600bps の通信速度を実現した。1989年、HST を 14.4 kbps に拡張し、その後も通信速度を追求し、1992年に 16.8 kbps、最終的には電話回線の品質に応じて 21 kbps または 24 kbps という速度を達成した。
独自の高速モデムを製造したのは USR だけではなかった。Telebit の TrailBlazerシリーズは最初のモデルで最高 19.2 kbit/s まで達成していた。Hayes は USR や Telebit の動きに対応して独自の 9600 bps の Express 96 をリリースした。しかし、電子掲示板のシステムオペレーターへの大幅な値引きという戦略的なマーケティング手法を用いた結果、この中で最も人気を得たのは HST であった。FidoNet（米国におけるBBS間のネットワーク）での長距離ファイル転送を高速化させることから、このマーケティング手法は非常に魅力的となった。もちろん、エンドユーザーもこの利点を享受するためには互換性のある USR のモデムを購入することになった。一方、Telebit 社はUUCPプロトコルを高速化する機能が使えたため、UNIXの世界で人気となった。
HSTが独自プロトコルであったため、V.32 ベースのモデムがより低価格で登場しても USR は市場を支配できた。しかし価格の差が大きくなってくると V.32 モデムが HST に対抗する勢力として育ってきた。USロボティクス社はその人気と優位性を維持するため、徐々に高速な HST を市場に投入し、品質の維持に努め、HST と V.32 の両方をサポートしたモデムを開発した。
最終的に USR は低価格モデルには V.32 モデムを使用し、高価格モデルには V.32 と HST をサポートしたモデムを投入するという方針を採用した。低価格モデルには、SPORTSTER があり、V.32 bis(14.4K/12K/9600/7200/4800bps) を V.32(9600/4800bps)サポートした。当時、(SPORTSTER モデムを含む)ボードをパソコン本体のスロットに挿して利用する場合には、シリアルポート番号や割り込みチャネル等が他のボードによって利用される番号と重ならないようにせねばならず、PC/AT互換機の場合、シリアルポートは COM1～COM4 のどれか、互換機の割り込みチャネルは IRQ2, 3, 4, 5, 7 のどれか、からユーザが選ぶようになっていた。

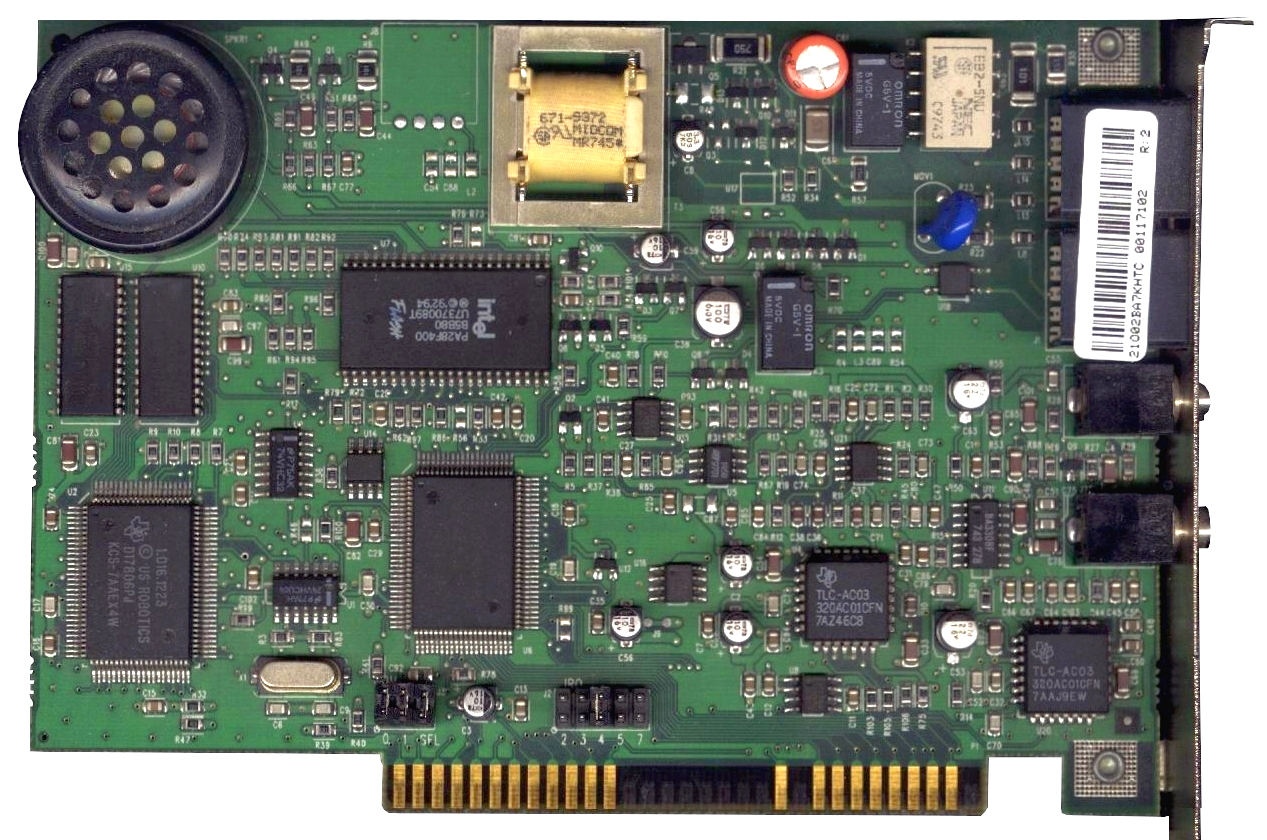
ISAバス用56k内蔵モデム

56 kbit/s のモデムが見えてくると、USR は再び独自路線を採って x2技術（x2 technology）を開発し、56k標準が決まる前にライバルとなったロックウェル及びルーセント・テクノロジーのK56flexと市場で争った。V.90 標準が決まると、USR は独自プロトコルを捨てた。その後モデムの価格低減をさらに進め、USR はいち早くソフトモデムを市場に投入した。
Palmを生み出したパームを1995年に買収した後、USR自身がスリーコムに1997年6月に買収され、子会社化された。
USR は2000年6月にスリーコムから独立し、スリーコムのモデム事業を引き継いだ。ただし、Palm 部門はその3ヶ月前に既に独立していたのである。USロボティクスのその他の部門はスリーコムの子会社 CommWorks として残留した。USロボティクスは事業状況を素早く見直して、方針を転換。現在では、ダイヤルアップモデムだけでなく、スイッチングハブやアクセスポイントといった各種ネットワーク機器も製造販売している。2005年、同社はプラティナム・エクイティによって買収された。
1980年代や1990年代に比較すると、モデムはありふれた商品となり、USロボティクスのブランド名は何の意味も持たなくなっている。他のモデム企業と同様、USRも主力はソフトモデムである。しかし、Microsoft Windows以外のオペレーティングシステムでも使えるモデムとして従来型のモデムも依然として需要がある。このため、USロボティクスの名前はLinuxなどを使うユーザーの間では良く知られている。

## 他の用法
USロボティクスの社名は、アイザック・アシモフに因んでいる。アシモフはロボット工学（Robotics）という用語を生み出し、ロボットをテーマとする一連の作品で U.S. Robots and Mechanical Men という架空の会社を登場させている。2004年、アシモフの作品に基づいたウィル・スミス主演の映画『アイ,ロボット』では、U.S. Robotics という社名がロボット製造企業名として使われた。映画の中での U.S. Robotics 社のロゴは実際のUSロボティクス社のロゴに似せたものとなっていた。